# Mironia stenotheca
Mironia stenotheca là một loài Rêu trong họ Pottiaceae. Loài này được (Thér.) R.H. Zander mô tả khoa học đầu tiên năm 1993.